# Cléden-Cap-Sizun
Cléden-Cap-Sizun is een gemeente in het Franse departement Finistère, in de regio Bretagne. De plaats maakt deel uit van het arrondissement Quimper. Cléden-Cap-Sizun telde op 1 januari 2022 912 inwoners.

## Geografie
Cléden-Cap-Sizun ligt op de noordflank van Cap Sizun. De oppervlakte van Cléden-Cap-Sizun bedroeg op 1 januari 2022 19,08 vierkante kilometer; de bevolkingsdichtheid was toen 47,8 inwoners per km².

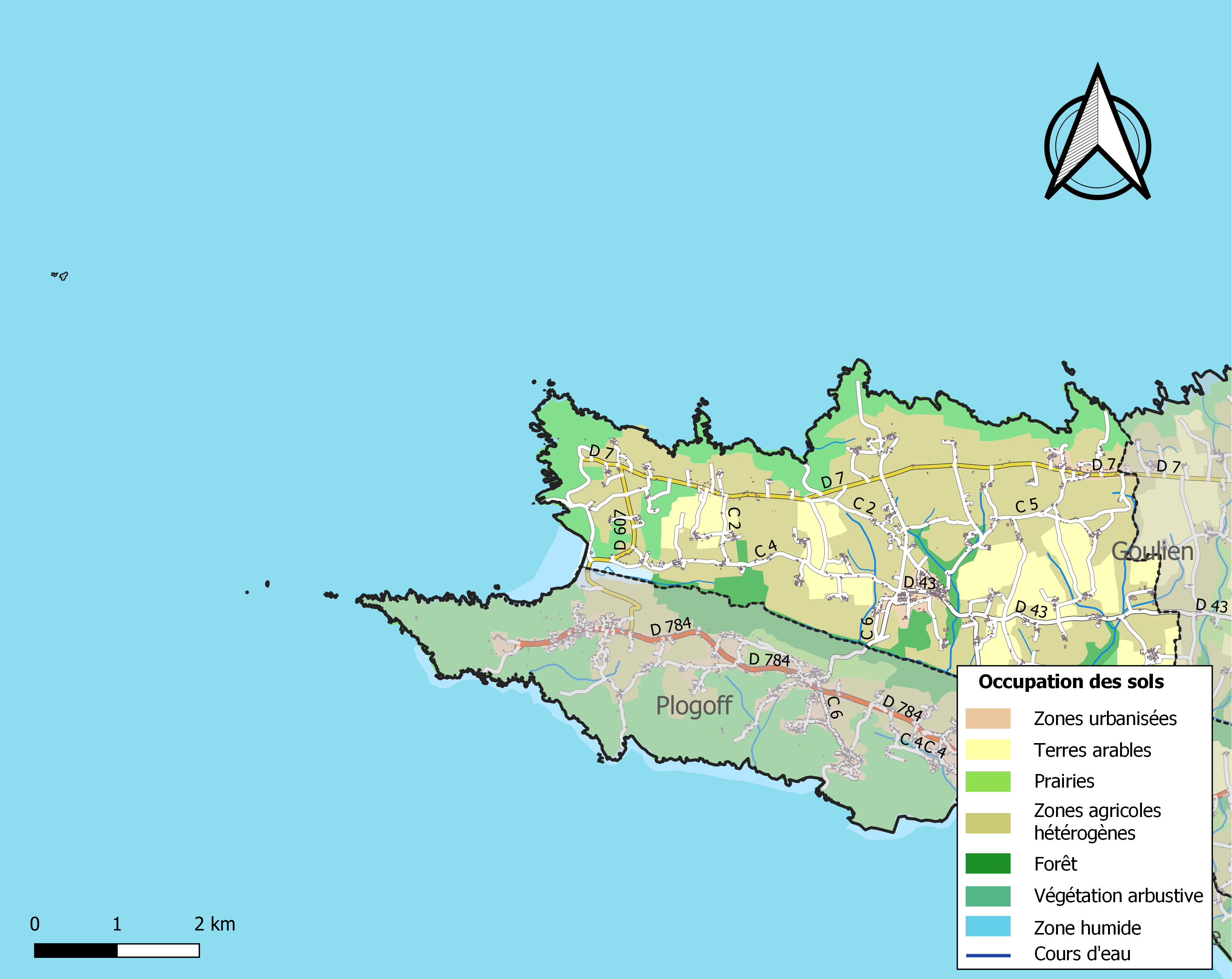
Kaart van de gemeente met belangrijkste infrastructuur, bodemgebruik en omliggende gemeenten

## Demografie
Onderstaande figuur toont het verloop van het inwonertal (bron: INSEE-tellingen).